# Merino (Colorado)
Merino es un pueblo ubicado en el condado de Logan en el estado estadounidense de Colorado. En el año 2010 tenía una población de 284 habitantes y una densidad poblacional de 710 personas por km².

## Geografía
Merino se encuentra ubicada en las coordenadas 40°29′4″N 103°21′13″O / 40.48444, -103.35361.

## Demografía
Según la Oficina del Censo en 2000 los ingresos medios por hogar en la localidad eran de $28,750, y los ingresos medios por familia eran $31,406. Los hombres tenían unos ingresos medios de $26,250 frente a los $22,000 para las mujeres. La renta per cápita para la localidad era de $14,943. Alrededor del 9,9% de la población estaba por debajo del umbral de pobreza.